# جون فريمونت
جون تشارلز فريمونت (بالإنجليزية: John C. Frémont)، ضابط في الجيش الاميركي، ومستكشف، أول مرشح الحزب الجمهوري لمنصب رئيس الولايات المتحدة وأول مرشح من للرئاسة من حزب كبير يتخذ موقف معارض للرق. ولد في 21 يناير 1813 وقد قام بعدة حملات لاستكشاف الغرب الأمريكي شارك في الحرب المكسيكية الأمريكية. خدم فيها برتبة كولونيل. وانتخب كسيناتور عن ولاية كاليفورنيا كان مرشح الحزب الجمهور الأمريكي لمنصب الرئيس في انتخابات عام 1856 وحل ثانيا بعد الرئيس جيمس بيوكانان عقب حصوله على 33.1% من الاصوات و11 صوت من المجمع الانتخابي من مجمل 30 خدم في الحرب الأهلية الأمريكية كجنرال وتوفي في 13 يوليو 1890.
تولى رجال رعاية فريمونت، وهو مواطن من جورجيا، بعد وفاة والده، وأصبح بارعًا في الرياضيات والعلوم والمساحة. خلال أربعينيات القرن التاسع عشر، قاد فريمونت خمس بعثات استكشافية إلى الولايات المتحدة الغربية، وأصبح مشهورًا بلقب المستكشف. خلال الحرب المكسيكية الأمريكية، عمل فريمونت في الجيش الأمريكي برتبة رائد، وانتزع السيطرة على كاليفورنيا من جمهورية كاليفورنيا في عام 1846. أُدين فريمونت في المحكمة العسكرية بتهمة التمرد والتبعية بعد نشوب صراع حول هوية الحاكم العسكري الشرعي لكاليفورنيا. استقال فريمونت من الجيش بعد أن خفف الرئيس جيمس بوك الحكم الصادر بحقه وأعاده إلى منصبه. قاد فريمونت حملة استكشافية رابعة خاصة، والتي أودت بعشرة أرواح، بحثًا عن طريق للسكك الحديدية فوق الجبال حول خط عرض 38° شمال في شتاء عام 1849.
استقر فريمونت لاحقًا في كاليفورنيا في مونتيري بينما اشترى قطعة أرض زهيدة الثمن في سفوح سييرا. عندما عُثر على الذهب في مزرعته بماريبوسا، أصبح فريمونت ثريًا أثناء فترة حمى ذهب كاليفورنيا، ولكنه سرعان ما تورط في دعاوى قضائية بشأن مطالبات ملكية الأراضي، بين نزع ملكية العديد من أصحاب الأراضي أثناء الحرب المكسيكية الأميركية وثورة مهاجري فورتي ناينرز أثناء فترة الحمى. سوّت المحكمة العليا الأمريكية هذه القضايا وسمحت لفريمونت بالاحتفاظ بممتلكاته. استطلعت بعثة فريمونت الاستكشافية الخامسة والأخيرة الممولة من القطاع الخاص، بين عامي 1853 و1854، طريق لسكة حديد عابرة للقارات. أصبح فريمونت أحد أول عضوين بمجلس الشيوخ الأمريكي المُنتخبَين عن ولاية كاليفورنيا الجديدة عام 1850. كان فريمونت أول مرشح رئاسي للحزب الجمهوري الجديد، متوليًا أغلب الشمال. خسر الانتخابات الرئاسية الأمريكية عام 1856 أمام الديمقراطي جيمس بيوكانان عندما انقسمت أصوات حزب لا أدري. في بداية الحرب الأهلية الأمركية في عام 1861، كلّفه الرئيس أبراهام لينكون بقيادة المقاطعات الغربية.
رغم نجاح فريمونت خلال فترة ولايته القصيرة هناك، إلا أنه أدار مقرّه باستبدادية، واتخذ قرارات متسرعة دون استشارة الرئيس لينكون أو مقر الجيش. أصدر مرسوم تحرير غير مرخص وأُعفاه لينكون من منصبه بسبب عصيانه للأوامر. عيّن فريمونت رئيس الأركان اللاحق، يوليسيس غرانت، في أول منصب قيادي له (مدينة القاهرة ذات الأهمية الاستراتيجية بولاية إلينوي)، وكتب فيما بعد بعد أنه رأى في غرانت «إرادة صلبة» للنضال. طرد فريمونت الحكومة الكونفدرالية من جنوب غرب ميسوري وأعاد احتلال سبرينغفيلد، وهو النجاح الوحيد الذي حققه الاتحاد في الغرب في عام 1861. بعد فترة ولاية قصيرة من الخدمة في قسم الجبال في عام 1862، أقام فريمونت في نيويورك، حيث تقاعد من الجيش في عام 1864. رشّح الحزب الديمقراطي الراديكالي فريمونت للرئاسة في عام 1864، ويُعد الحزب فصيلًا منشقًا عن الجمهوريين المناهضين لحركة التحرير من العبودية، ولكنه انسحب قبل الانتخابات. بعد الحرب الأهلية، خسر فريمونت الكثير من ثروته على السكك الحديدية غير الناجحة في منطقة المحيط الهادئ عام 1866، وخسر المزيد في أزمة الذعر المالية عام 1873. عمل فريمونت حاكمًا لأريزونا من 1878 إلى 1881. بعد استقالة فريمونت من منصب الحاكم، تقاعد من العمل السياسي وتوفي في مدينة نيويورك في عام 1890.
يصور المؤرخون شخصية فريمونت على أنها مثيرة للجدل ومتهورة ومتناقضة. يعتبره بعض الباحثين بطلًا عسكريًا ذا إنجازات كبيرة، بينما يراه آخرون عسكريًا فشل مرارًا وتكرارًا في إنجاز مهامه. قد تكمن مفاتيح شخصية وهوية فريمونت في ولادته غير الشرعية، واتسامه بالسلوك السلبي العدواني، وفي كون الرغبة بالنجاح الدافعَ الأساسي له في حياته، وفي التبرير الذاتي. ساهمت تقارير وخرائط فريمونت، المنشورة اعتمادًا على رحلاته الاستكشافية، بشكل كبير في هجرة أعداد ضخمة من الأمريكيين برًا إلى الغرب ابتداءً من أربعينيات القرن التاسع عشر. في شهر يونيو من عام 1847، شجعت عودة فريمونت وجيشه إلى كاليفورنيا على تشكيل كتيبة كاليفورنيا، وأدت إحدى مشوراته العسكرية إلى الاستيلاء على مدينة سونوما وتشكيل جمهورية كاليفورنيا. اعتبر العديد من الناس محاكمة فريمونت العسكرية عام 1848 غير مبررة على الإطلاق. وصف كاتب السيرة الذاتية لفريمونت، آلان نيفينز، حياة فريمونت بالدراماتيكية، لتراوحها بين النجاحات الباهرة والإخفاقات المخزية.

## أولى سنوات حياته وتعليمه وعمله
وُلد جون تشارلز فريمونت في 21 يناير من عام 1813، لتشارلز فريمون، معلم مدرسة فرنسي- كندي مهاجر، وآن بيفرلي وايتينج، الابنة الصغرى لكول توماس وايتينج، مزارع من فرجينيا ذو مكانة مرموقة. في سن السابعة عشر، تزوجت آن الرائد جون بريور، الرجل الثري المقيم في مدينة ريتشموند، والذي يبلغ من العمر ستين عام تقريبًا. في عام 1810، وظّف بريور الشاب تشارلز فريمون لتعليم زوجته، آن. واجه بريور زوجته آن بعد اكتشافته للعلاقة الغرامية التي جمعتها بفريمون، فهربت مع حبيبها إلى مدينة ويليامزبرغ في 10 يوليو من عام 1811، واستقرا معًا في مدينة نورفولك، بعد أن أخذا معهما عبيدًا كانت قد ورثتهم آن من عائلتها. استقر الزوجان لاحقًا في مدينة سافانا في ولاية جورجيا، حيث أنجبا ابنهما غير الشرعي، جون فريمونت. نشر بريور عريضة طلاق بحق زوجته، آن، في صحيفة فيرجينيا باتريوت متهمًا زوجته «بممارسة جماع غير قانوني». رفض مجلس نواب فرجينيا طلب الطلاق الذي قدمته آن، وأصبح بذلك زواجها من عشيقها، تشارلز فريمون، أمرًا مستحيلًأ. في سافانا، تمكنت آن من إيجاد عمل يؤمن لها المسكن والمأكل، بينما عمل فريمون في تدريس الرقص واللغة الفرنسية. ساعد العبد، بلاك هانا، في تربية الشاب جون.
في 8 ديسمبر من عام 1818، توفي والد جون فريمونت، تشارلز فريمون، في مدينة نورفولك بولاية فيرجينيا، تاركًا وراءه الأرملة آن لتعتني بجون وإخوته الصغار معتمدة على دخل محدود من التركة. انتقلت آن مع عائلتها إلى مدينة تشارلستون في ولاية كارولاينا الجنوبية. نشأ فريمونت، الذي كان على علم بولادته غير الشرعية، وبتواضع عائلته، كتومًا ومغرورًا وانطوائيًا مضطربًا، وعلى الرغم من انضباطه الذاتي وصرامته، كان فريمونت مستعدًا لإثبات نفسه في المجتمع واللعب خارج قواعد اللعبة. اتسم الشاب فريمونت بالعديد من الصفات من بينها «الوسامة والجرأة والكرم»، وإضافة إلى ذلك، كان يتمتع بالقدرة على خلق دائرة من المعجبين حوله. تعلم فريمونت على يد المحامي جون دبليو ميتشل، ثم التحق، في عام 1829، بكلية تشارلستون، وعمل في نفس الوقت معلمًا في الأرياف بفترات متفاوتة، لكنه طرد من عمله، في عام 1831، لعدم التزامه بالحضور. أصبح فريمونت بعد ذلك على معرفة تامة في أساسيات الرياضيات والعلوم الطبيعية.
جذب فريمونت انتباه السياسي البارز في ولاية كارولاينا الجنوبية، جويل روبيرتس بوينسيت، الذي كان أحد أنصار أندرو جاكسون. عين بوينسيت فريمونت مدرسًا لمادة الرياضيات على متن الحراقة ناتشيز الحربية الأمريكية التي أبحرت عام 1833 في بحار أمريكا الجنوبية. استقال فريمونت من البحرية وعُيّن ملازمًا ثانٍ في الفيلق الطبوغرافي للولايات المتحدة، حيث فحص طريقًا لخط سكة حديد تشارلستون ولويفيل وسينسيناتي. متأثرًا بعمله في جبال كارولاينا، تشكلت عند فريمونت رغبة في أن يصبح مستكشفًا. بين عامي 1837 و 1838، وأثناء وجوده في فيلادلفيا في مهمة الاستطلاع التحضيرية للتهجير القسري لشعب الشيروكي الأصلي، تضاعفت عند فريمونت الرغبة في الاستكشاف. بعد توليه منصبَ وزير الحرب في الولايات المتحدة، أمن بوينسيت لفريمونت عملًا كمساعدٍ للمستكشف والعالم الفرنسي البارز، جوزيف نيكوليت، في استكشافه الأراضي الواقعة بين نهري المسيسيبي والميزوري. أصبح فريمونت طبوغرافيًا من الطراز الرفيع، ومتدربًا في مجالي علم الفلك والجيولوجيا، وعلاوة على ذلك وضع فريمونت توصيفًا لعدد من الحيوانات والنباتات وأنواع التربة والموارد المائية. تمكن فريمونت، بعد استكشافه للتخوم الغربية، من تكوين علاقات مع العديد من الشخصيات البارزة، من بينها هنري سيبلي وجوزيف رينفيل وجين بابتيست فاريباولت وإيتيين بروفوست وشخصيات أخرى من شعب سو.

## زواجه ورعايته من قبل مجلس الشيوخ

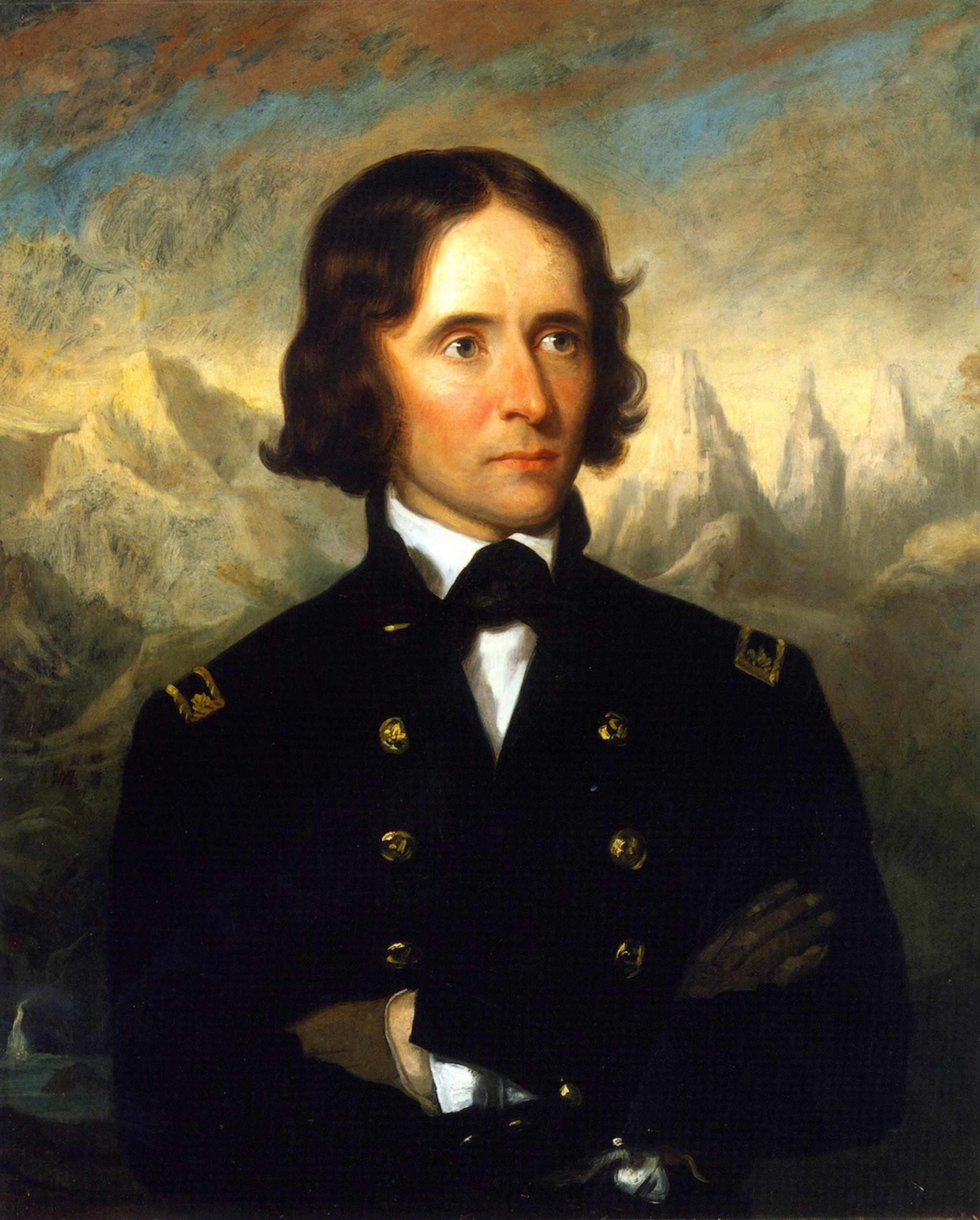
جون فريمونت بريشة جورج هيلي

تمكن فريمونت، بسبب طبيعة عمله الاستكشافي مع جوزيف نيكوليت، من التواصل مع السيناتور توماس هارت بينتون من ميسوري، رئيس لجنة الشؤون العسكرية في مجلس الشيوخ. تلقى فريمونت دعوة من بينتون لزيارة منزله في واشنطن، فلبى فريمونت الدعوة. قابل فريمونت، خلال زيارته لمنزل السيناتور، ابنته، جيسي بيتون، ذات الستة عشر ربيعًا. طور الاثنان علاقة رومانسية سريعة رفضها والد جيسي في بادئ الأمر لأن فريمونت لم يكن من الطبقة الراقية. في عام 1841، هرب فريمونت (28 عام) مع جيسي، وتزوجا على يد قسّ كاثوليكي. في بادئ الأمر، كان هارت بينتون رافضًا لفكرة زواجهما بالمطلق، لكنه تقبلها مع مرور الوقت بسبب الحب الكبير الذي كان يكنه لابنته، وأصبح توماس هارت بينتون بعد ذلك راعيًا لجون فريمونت. دافع توماس بينتون، زعيم الحزب الديموقراطي لأكثر من 30 عام في مجلس الشيوخ الأمريكي، عن الحركة التوسعية التي أصبحت تعرف فيما بعد باسم معتقد القدر المتجلي. آمن أصحاب الفكر التوسعي بضرورة أن تنتمي قارة أمريكا الشمالية، من أقصاها إلى أقصاها، من الشمال إلى الجنوب، ومن الشرق إلى الغرب، إلى مواطني الولايات المتحدة، وآمنوا بأن قدر الأمة هو السيطرة على القارة. مع الوقت أصبح سلوك متبني هذا الفكر، من أمثال بينتون وصهره الجديد، عنيفًا. دفع بينتون بالاعتمادات من خلال الكونغرس لإجراء دراسات استقصائية وطنية لمسلك أوريغون، ولمنطقة أوريغون المتنازع عليها، وللحوض العظيم، ولسلسلة سييرا نيفادا الجبلية حتى كاليفورنيا. من خلال سلطته ونفوذه، تمكن السيناتور توماس هارت بينتون من تسليم قيادة ثلاث بعثات تهدف لاستكشاف تلك المناطق إلى صهره فريمونت مع تقديم التمويل الكافي والرعاية المناسبة له.

## استكشافات فريمونت
بدأت حملات فتح الغرب الأمريكي في عام 1804 مع انطلاق حملة لويس وكلارك (ميريويذر لويس ووليام كلارك) برحلاتها الاستكشافية إلى منطقة لويزيانا الفرنسية بغية استكشاف ممرٍ شماليٍ غربي يصل نهر ميزوري بالمحيط الهادئ. كان الرئيس الأمريكي، توماس جفرسون، قد وضع تصورًا لإمبراطورية غربية، وأرسل، في تلك الفترة أيضًا، رحلة بايك الاستكشافية، تحت قيادة زيبولون بايك، بغية استكشاف مناطق الجنوب الغربي من الولايات المتحدة. استكشف صيادو الفراء البريطانيون والأمريكيون، بمن فيهم بيتر سكين أوجدين وجيديديا سميث، جزءًا كبيرًا من مناطق الغرب الأمريكي في عشرينيات القرن التاسع عشر. تابع فريمونت، الذي عُرف لاحقًا باسم المستكشف، العمل بالتقليد المتمثل باستكشاف المناطق البرية الغربية، معتمدًا بذلك على عمل الباحثين الأوائل ومضيفًا بعضًا من استكشافاته إليه. تكمن أهمية عمل فريمونت في وثائقه العلمية ومنشوراته وخرائطه التي أعدها بناءً على بعثاته، ما جعل المعلومات حول الغرب الأمريكي متاحة للعديد من الأمريكيين. ابتداءً من عام 1842، قاد فريمونت خمس بعثات استكشافية للمناطق الغربية، واتخذت حياته المهنية، بين البعثتين الثالثة والرابعة، منعطفًا مصيريًا بسبب اشتعال الحرب المكسيكية الأمريكية. شجعت استكشافات فريمونت الأولية وتقاريره العلمية، التي وضعها في الوقت المناسب، والتي ساهمت زوجته جيسي في تأليفها وأضافت إليها لمسة شاعرية، الأمريكيين على السفر غربًا. نشر مجلس الشيوخ الأمريكي، عام 1846، سبع خرائط لمناطق الغرب الأمريكي اعتمادًا على النتائج التي وصل إليها فرريمونت في أبحاثه، وكانت بمثابة الدليل الذي يصور كامل مسلك أوريغون لآلاف المهاجرين الأمريكيين.

## وصلات خارجية
- جون فريمونت على موقع الموسوعة البريطانية (الإنجليزية)
- جون فريمونت على موقع إن إن دي بي (الإنجليزية)
- Mr. Lincoln and Freedom: John C. Frémont نسخة محفوظة 18 مارس 2012 على موقع واي باك مشين.
- جون فريمونت at the Biographical Directory of the United States Congress Retrieved on 2009-05-01
- The Generals of the American Civil War – Pictures of John Charles Frémont نسخة محفوظة 12 يناير 2009 على موقع واي باك مشين.
- Guide to the Frémont Family Papers at The Bancroft Library
- Memoirs of my life : including in the narrative five journeys of western explorations during the years 1842, 1843–4, 1845–6–7, 1848–9, 1853–4 by John c. Fremont